# Metallosia nitens
Metallosia nitens là một loài bướm đêm thuộc phân họ Arctiinae, họ Erebidae.